# Bebrava
Bebrava je řeka na západním Slovensku s délkou toku 47,2 km. Protéká okresy Bánovce nad Bebravou a Topoľčany a u Práznovec se vlévá jako pravostranný přítok do řeky Nitry.